# Kotorékozás
A kotorékozás a vadászat különleges formája, melyhez arra alkalmas kutyafajtákkal (kotorékebek) folytatnak. A kotorékebeket már ősidők óta arra használják, hogy földalatti járataikba (kotorék) kövessék a kártékony fajok egyedeit (dúvad), ott felvegyék a harcot vele és kiugrassák, vagy lefojtva onnan kivonszolják.  Eredetileg főleg róka és borz, valamint vadmacska vadászatára használták őket. A kotorékozáshoz használt fajták kis termetű, nagyon élénk természetű kutyák. Közéjük tartoznak a tacskók és a terrierek.
Ma a kotorékebek képességeit műkotorékban való versenyeken értékelik. A versenyen a fogósságot, hangot, szenvedélyt, kitartást külön-külön pontozzák, és ugyancsak elbírálják a fogásnemeket.